# Pôle métropolitain Cap Azur (Côte - Alpes Provence)
Le pôle métropolitain Cap Azur (Côte - Alpes Provence) ou plus couramment pôle métropolitain Cap Azur est un pôle métropolitain situé en région Provence-Alpes-Côte d'Azur ayant son siège à Grasse.

## Composition
En 2025, le pôle regroupait 4 EPCI situés dans le département des Alpes-Maritimes.
| Intercommunalité                                 | Nombre de communes | Population (dernière pop. légale) | Superficie (km2) | Densité (hab./km2) |
| ------------------------------------------------ | ------------------ | --------------------------------- | ---------------- | ------------------ |
| Communauté d'agglomération Sophia Antipolis      | 24                 | 181 763                           | 482,80           | 377                |
| Communauté d'agglomération Cannes Pays de Lérins | 5                  | 157 452                           | 94,80            | 1 660              |
| Communauté d'agglomération du Pays de Grasse     | 23                 | 100 534                           | 489,90           | 205                |
| Communauté de communes Alpes d'Azur              | 34                 | 9 885                             | 888,50           | 11                 |